# Bonifatiuskirche (Schenefeld)
Die Bonifatiuskirche in Schenefeld gilt in der historische Überlieferung als die Mutterkirche der Holsteiner. Ihr Mauerwerk besteht aus einem zweizonigen Aufbau, das auf das 9. und 12. Jahrhundert datiert wird, wobei der ältere Teil Spuren karolingischer Bautechnik zeigt. Somit ist in ihrer Bausubstanz Mauerwerk der ältesten Kirche Schleswig-Holsteins sichtbar erhalten. Sie ist das Gotteshaus der Kirchengemeinde Schenefeld im Kreis Steinburg in Schleswig-Holstein. 1923 wurde an die Südseite die von Jürgen Kröger entworfene Ehrenhalle für die Gefallenen des Ersten Weltkriegs als Seitenportal angebaut. Die Kirche gehört zum  Kirchenkreis Rendsburg-Eckernförde der Evangelisch-Lutherischen Kirche in Norddeutschland.

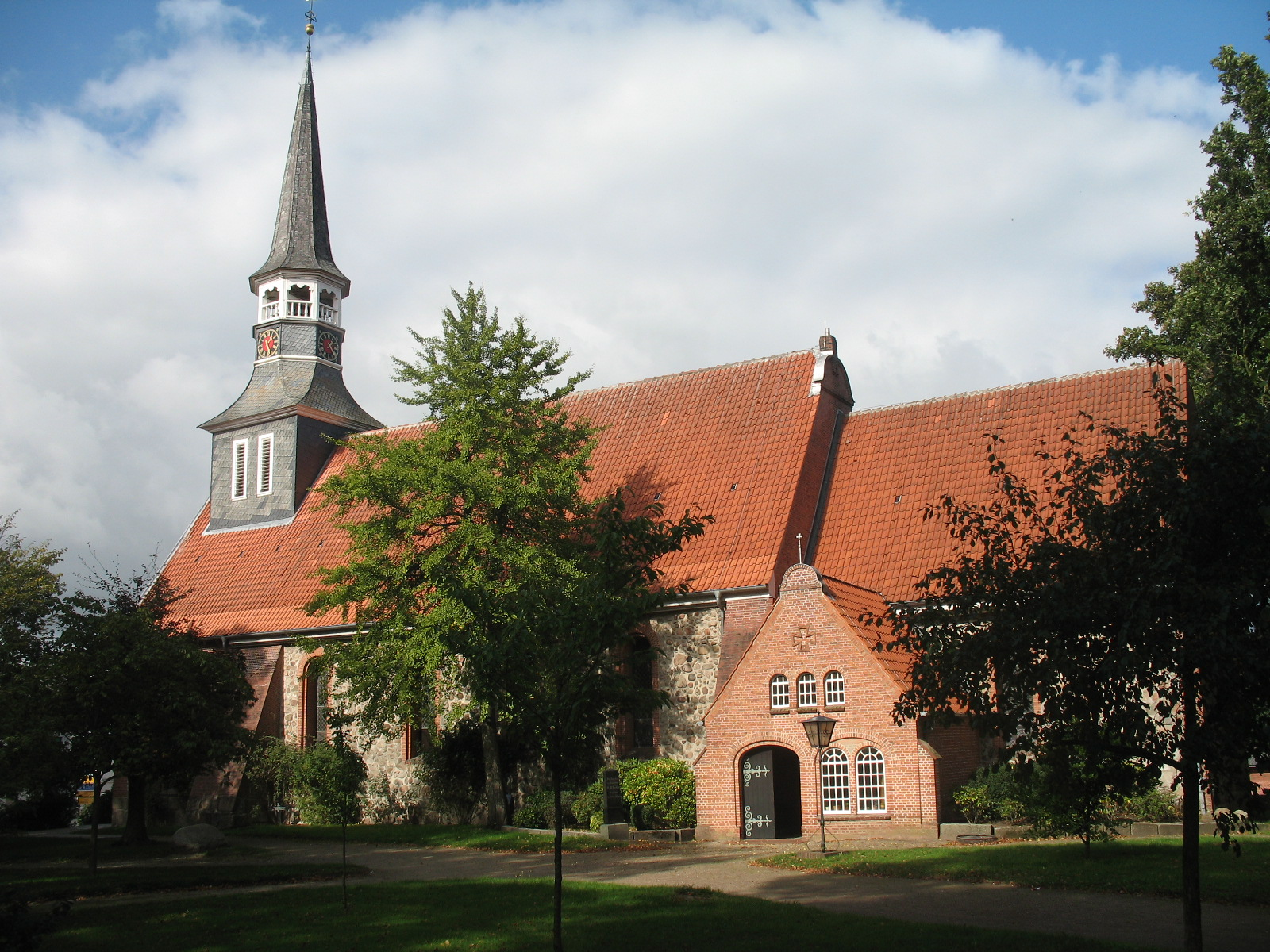
Bonifatiuskirche Schenefeld

## Geschichte

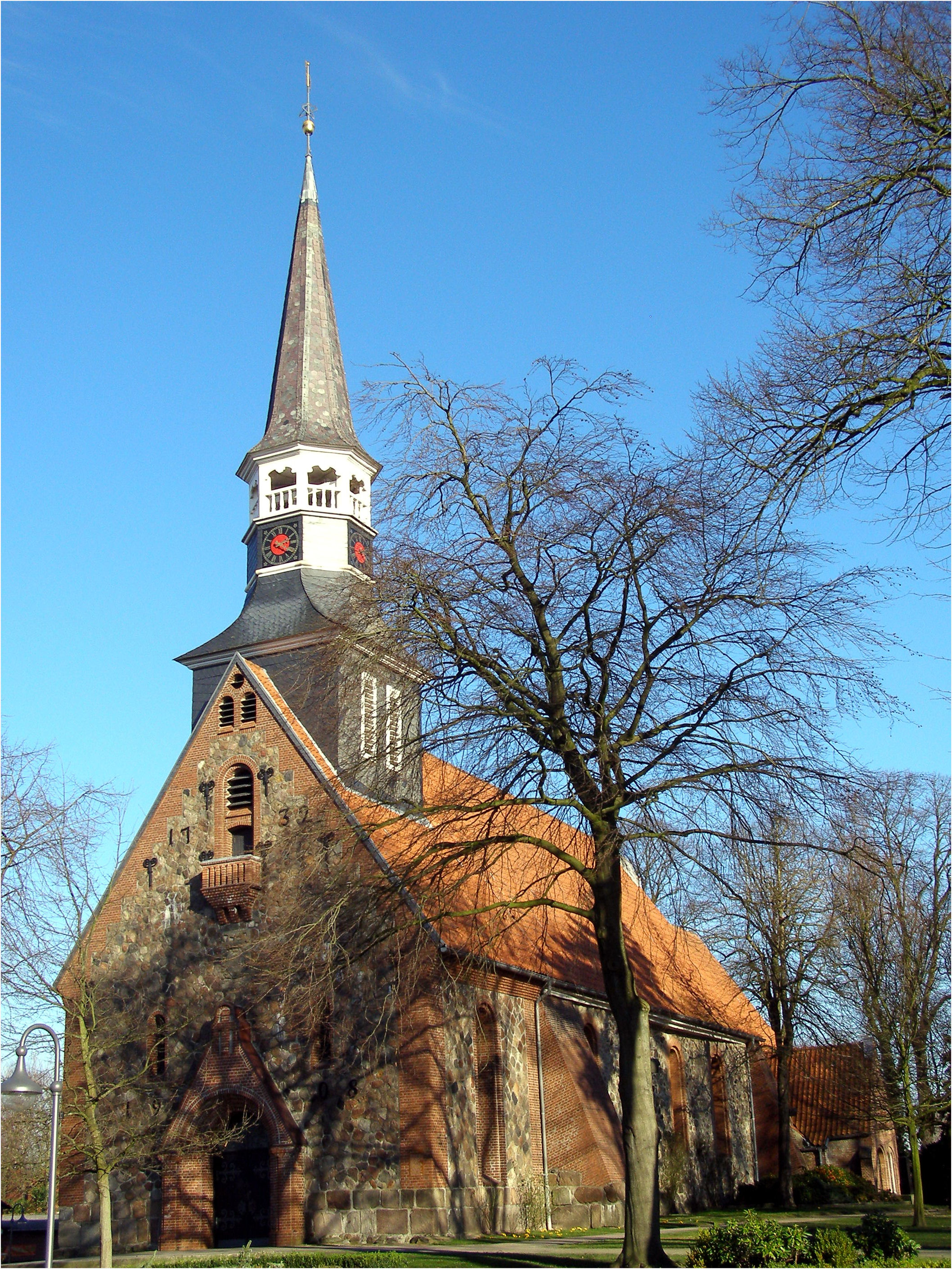
Bonifatiuskirche Schenefeld (2010)
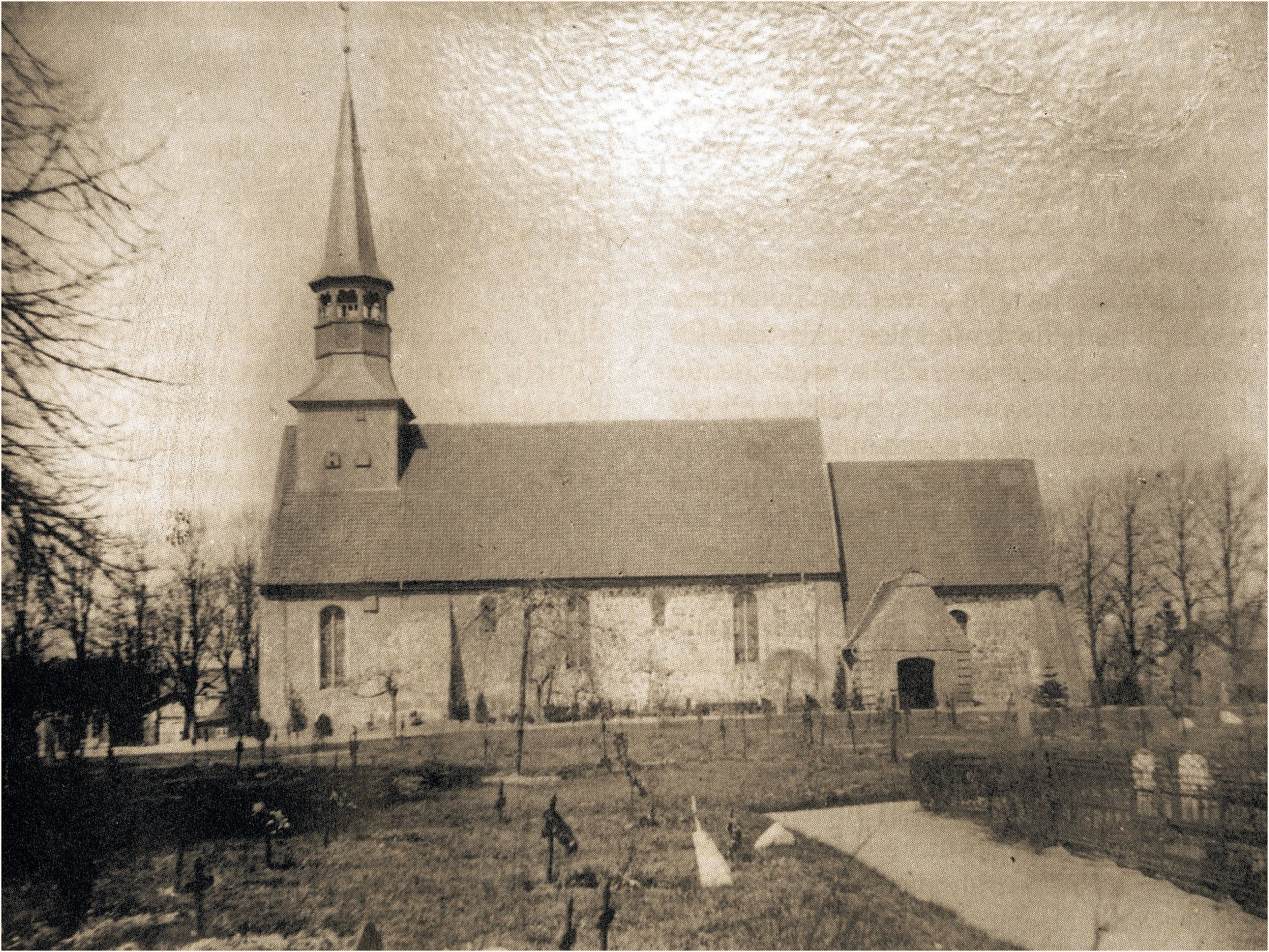
Bonifatiuskirche Schenefeld (1900)
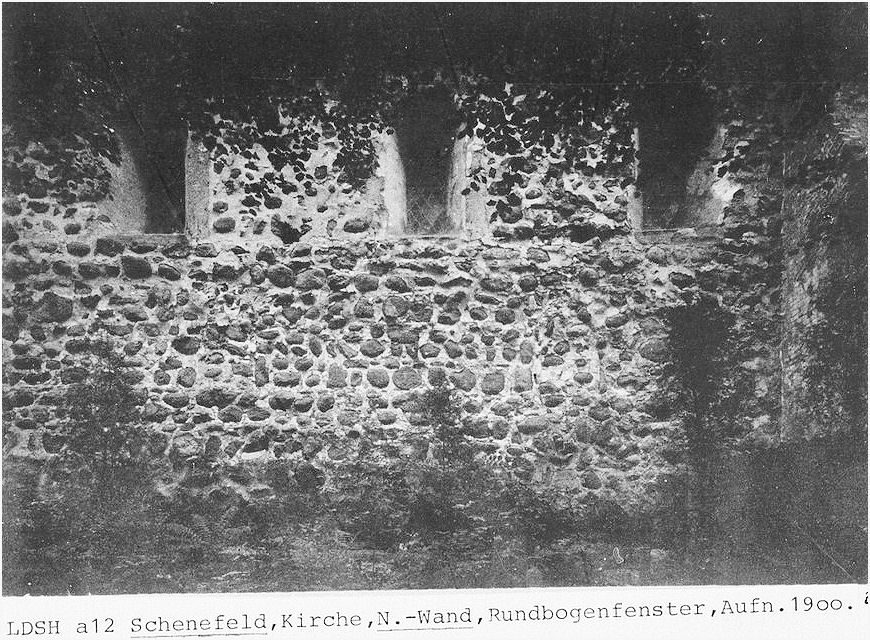
Aufnahme um 1900: Zeigt die Nordwand mit drei originalen Fenstern von Vizelins Kirche (12. Jahrh.) in der oberen Zone. In der unteren karolingischen Zone (9. Jahrh.) sind die Fenster und ist die Tür zugemauert.
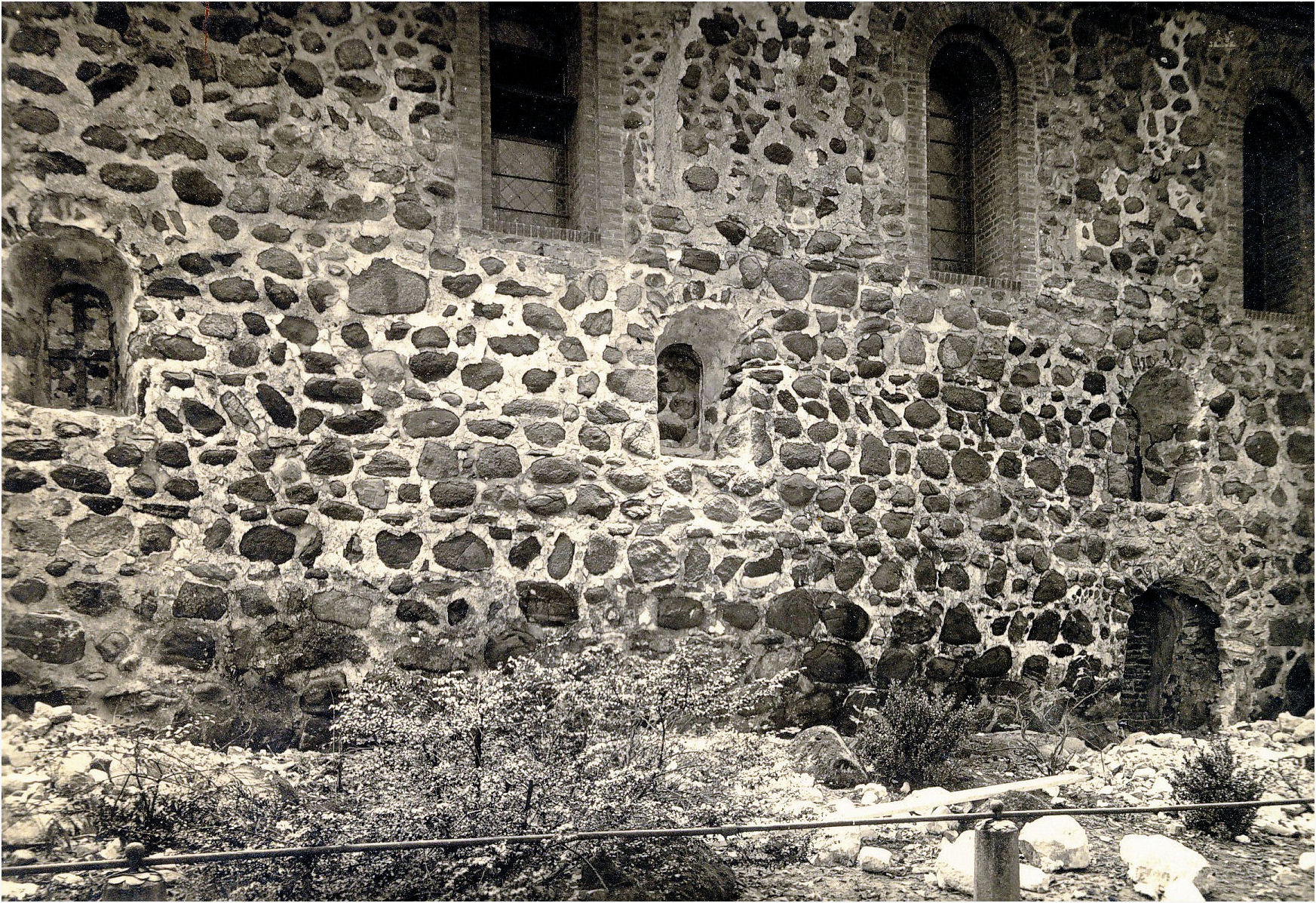
Aufnahme von 1926: Zeigt nach der Renovierung von 1903 die Fenster- und Türöffnung in der unteren karolingischen Zone durch Richard Haupt. In der oberen Zone von Vizelins Kirche wurden die Fenster bei der Renovierung mit Ziegelsteinen neu ummauert.
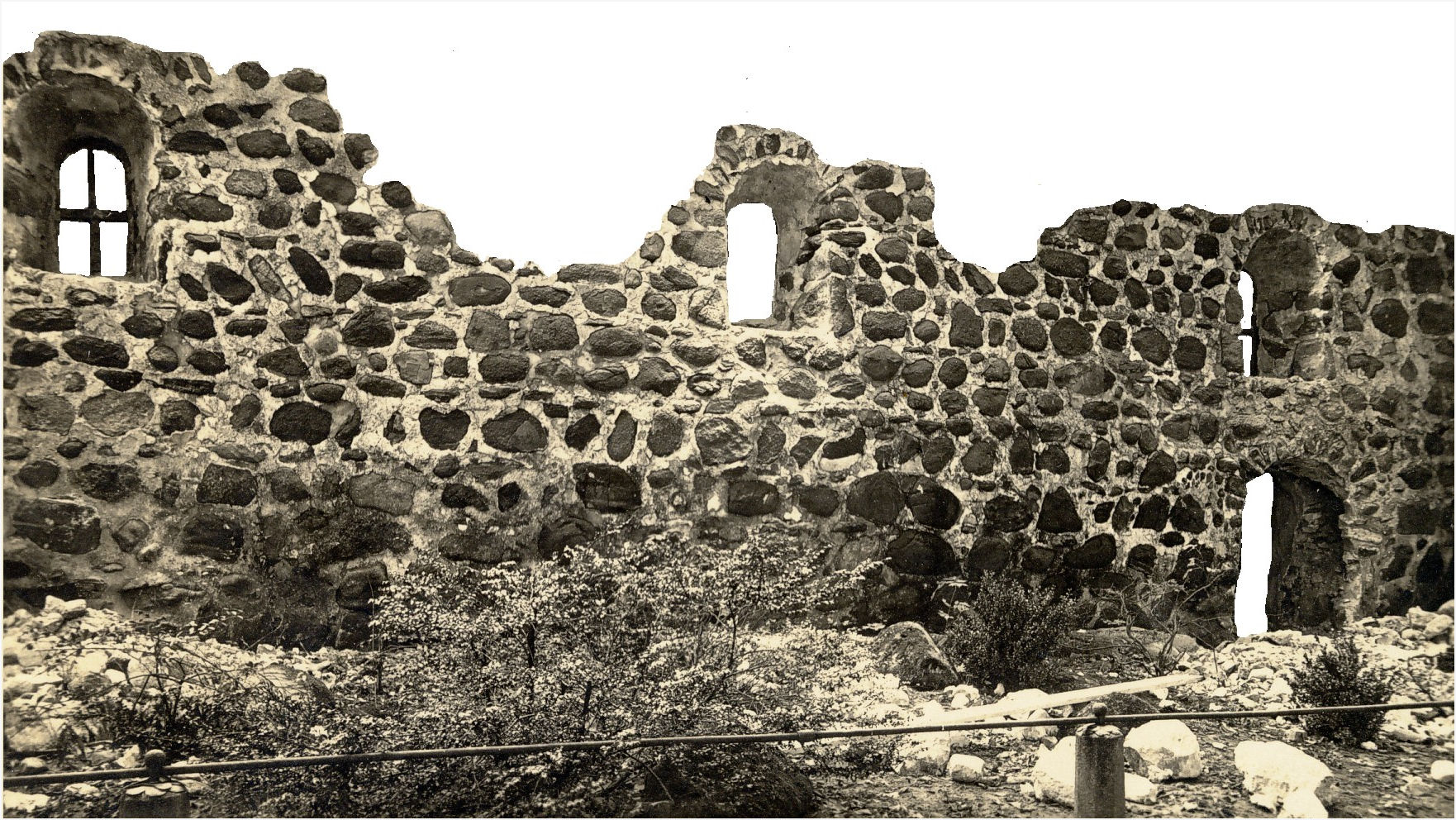
Aufnahme 1926 computerbearbeitet: Zeigt die Nordmauerruine nach Entfernen des vizelinischen Aufbaus in der Ruinenzeit (1032 – 1128).
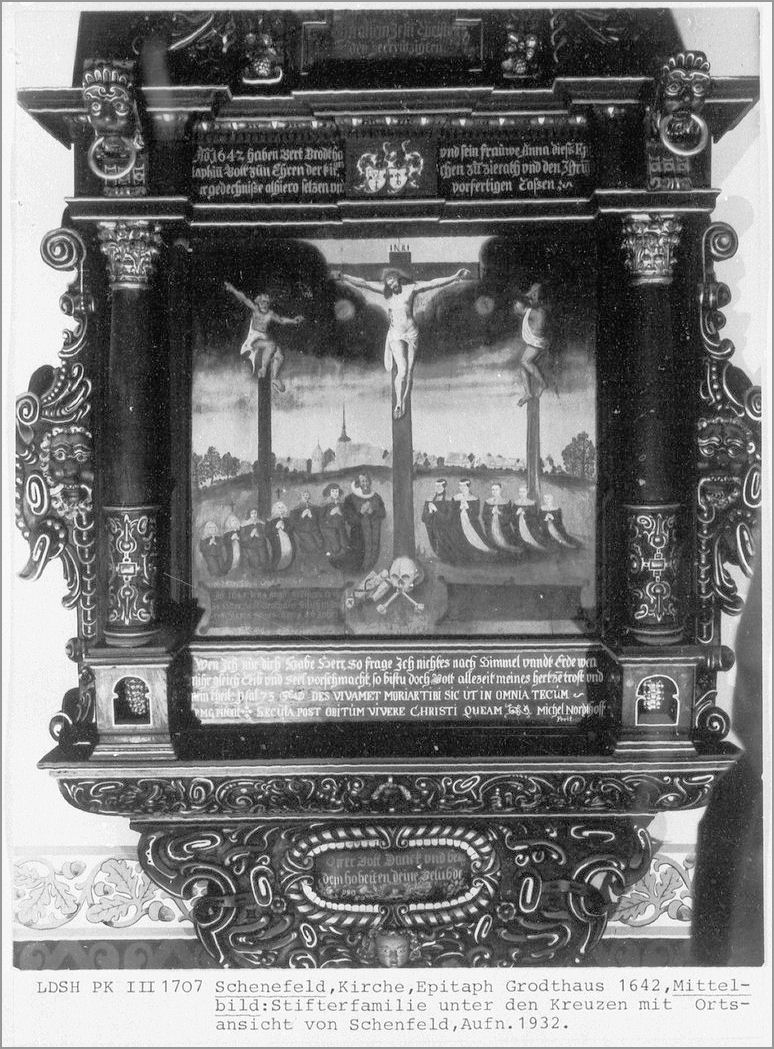
Epitaph Grodthusen: Erinnerungsdenkmal an den Kirchenbrand 1628 in Schenefeld, im Vordergrund die betende Familie Grodthusen und im Hintergrund die Bonifatiuskirche mit dem überlangen Holzturm der als Finger in den Himmel zeigt und damit auf dem besonderen Schutz dieses Ortes durch die Himmelsmacht hinweisen soll.

Die erste schriftliche Überlieferung liefert der Kleriker Adam von Bremen 1075. Er schreibt in seiner Hamburgischen Kirchengeschichte im zweiten Buch, Kap. 15: 
„…Die überelbischen Sachsen bestehen aus drei Völkern; die ersten am Ocean wohnenden sind die Tedmarsgoer (Ditmarscher) deren Mutterkirche zu Melindorp (Meldorf) ist; die zweiten die Holseten (Holsten) so genannt nach den Holzungen, an denen sie ihre Sitze haben. Durch das Land derselben fließt die Sturia (Stör), und ihre Kirche liegt zu Scanafeld (Schenefeld). Die dritten und angesehensten werden Sturmaren genannt…“
Die Identität von Scanafeld mit Schenefeld ist nachgewiesen durch sächsische Grubenhausfunde und deren 14C-Datierung auf die Zeit kurz vor und um 800.
Die Gründung der Bonifatiuskirche in Schenefeld lässt sich damit auf die Jahre 811/14 n. Chr. zurückführen.

### Mutterkirchenzeit
804 unterwarf Karl der Große die sächsischen Gaue diesseits und jenseits der Elbe, führte zehntausend Sachsen von diesseits und jenseits der Elbe ins Frankenland und legte dessen nördlichste Grenze am Elbeverlauf fest. Nordelbien überließ er den Abodriten als Puffer zu den heidnischen Nordvölkern. Doch der gewünschte Effekt, ab jetzt Ruhe an der Nordgrenze zu erreichen, erfüllte sich nicht. Laut Einhard, Kaiser Karls Chronist, beschloss „Der Kaiser aber …, da ihm so viel von den Anmaßungen und den Übermut des Dänenkönigs gemeldet wurde, jenseits der Elbe eine Stadt zu gründen und eine fränkische Besatzung hinein zu legen…“  Um 809 schickte er Kundschafter in das Gebiet jenseits der Elbe, um einen geeigneten Ort zu suchen. In Holstein an der Stör und deren Hinterland wurden sie fündig, auf dem Breitenfelde setzten sie ein Wegezeichen: den heutigen Krinkberg (münzdatiert vor 800).
„Der Kaiser aber beauftragte, als der Ort gefunden war, den Grafen Egbert mit der Führung der Sache und hieß ihn über die Elbe ziehen und den Platz in Besitz nehmen. Es ist dieser an dem Flusse Sturia gelegen und trägt den Namen Esesfelth, um den fünfzehnten März (809) ward er von Egbert und den sächsischen Grafen in Besitz genommen und zu befestigen angefangen…“
Die Esesfelthburg ist archäologisch belegt. Auf einem Geestvorsprung an der Stör gelegen sicherte sie den Unterlauf der Bekau, den Wasserweg ins Hinterland, der zu dem Breitenfelde führte, wo Egbert im Auftrage des Kaisers eine Stadt bauen sollte. Davor, 811, hatten sächsische Grafen, darunter Egbert, Frieden mit den Dänen geschlossen und die Eider als nördliche Grenze festgelegt. Bevor die Nordelbinger Sachsen fränkische Bürger wurden, mussten sie erst Christen werden. Dafür stiftete der Kaiser für jeden Gau eine Mutterkirche, von denen Adam 1075 berichtet. Die Mutterkirche der Holsteiner steht auf dem nördlichen Teil des Breitenfeldes getrennt durch ein Fließgewässer vor der damals sächsischen Siedlung Scanafeld, das heute nur ein Teil des Kirchendorfes Schenefeld ist. Noch heute ist erkennbar, dass das aufgehende Mauerwerk der Kirchennordwand im Langhaus aus zwei zeitlich getrennten Zonen in unterschiedlicher Bautechnik besteht:
- Untere Zone: in karolingischer Schichtbauweise (Anlehnung an die Antike) Anfang des 9. Jahrhunderts.
- Obere Zone: in Schalbautechnik (Gipsgußtechnik des Typus „Vizelins Kirchen“) aus dem 12. Jahrhundert.

Der Provinzialkonservator Richard Haupt war der erste, der dies 1888 beschrieb. Die Grabung von Alfred Kamphausen 1932 legte im Chor und Langhaus einen Gipsfußboden 0,50 m unter dem heutigen Fußboden frei. Nach heutigen Kenntnissen war es der Fußboden der zweiten Zone, der Kirche aus dem 12. Jahrhundert. In einer Notgrabung am 4. März 2020 fand Reinhard Heesch unter dem Gipsfußboden im Chorraum vor dem Altaraufgang weitere baugeschichtliche Ablagerungen. Direkt unter dem Gipsfußboden befand sich eine Schicht Bauschutt eines zerstörten Mauerwerkes, ca. 20 cm stark, darunter ein ca. 5 cm starker Brandhorizont, den Heesch als „Abluates Ruinensediment“ bezeichnete. Unter dem Brandhorizont ein weiterer Fußboden, ein Artefakt. Er besteht aus drei Lagen:
- ca. 8 cm Lehm-Estrich, darunter
- ca. 3 cm Feinsand-Kalk-Holzasche-Estrich, darunter
- ca. 20 cm große, dicht an dicht ausgelegte Feldsteine, ihre Zwischenräume liegen hohl (unausgefüllt)

Die Anregung für den Aufbau des Fußbodens findet sich in der Antike. Der Architekt Vitruv beschreibt im 1. Jahrhundert v. Chr. im siebten Buch seiner zehn Büchern der Architektur, wie die Griechen billige Fußböden für im Winter benutzte Räume herstellten. Das karolingisches Handwerk griff zurück auf die Meister der Antike (Karolingische Renaissance); neben der Schichtbauweise der unteren Zone in der Nordmauer ist dieser Fußboden ein weiterer Beleg für die Annahme, dass die Erbauer der Mutterkirche in Schenefeld Karolinger waren. Dieser zusätzliche Befund sichert zweifelsfrei die geschichtliche Ansprache der Bonifatiuskirche in Schenefeld: Sie steht auf den Grundmauern der Mutterkirche der Holsteiner, von der Adam von Bremen 1075 berichtet.

### Ruinenzeit
Die Kirchen in Nordelbien wurden alle 1032 niedergebrannt, darunter auch die Mutterkirche der Holsteiner in Scanafeld. Der Slawenfürst Godescalk, so berichtet Helmold von Bosau in seiner Chronik der Slaven, hatte ganz Nordelbingen aus Rache für seinen ermordeten Vater überfallen und alles verwüstet bis auf die Feste in Itzehoe und die Bökelnburg. 1067 machte Kruto, Führer der slawischen Abodriten, sich ganz Nordelbingen durch einen brutalen Überfall zinspflichtig. Wann die Mutterkirche in dieser Zeitspanne niedergebrannt wurde, ist nicht überliefert. Hier bezeugt das natürlich entstandene Abluate Sediment mit dem aufliegenden Bauschutt (Trennschicht zwischen den beiden zeitversetzten Fußböden im Profil) im Baubefund, das Geschehenen in der Ruinzeit:
Zinseintreiber und slawische Räuberbanden zogen durchs Land, in Schenefeld wurde in der Ruine der Bonifatiuskirche die innere Verblendmauer der Raseneisenstein herausgebrochen und auf dem nahen Marktplatz verhüttet, bezeugt durch Funde von Raseneisensteinbruch im Bauschutt und von Eisenschmelzgruben auf den Marktplatz über die Baumeister Koch 1950 berichtet. In der fast 100 Jahre dauernden Ruinenzeit kehrten viele Hosteiner Gaubewohner ins Heidentum zurück.

### Vizelins Kirche
Am Anfang des 12. Jahrhunderts kam die Wende. Heinrich, der Sohn Godescalks, hatte die Nordelbinger von der Knechtschaft seines Vorgängers Kruto befreit und sie zu seinen Verbündeten gemacht. Hier ist es nicht die schriftliche Überlieferung, sondern der archäologische Befund an der Bonifatiuskirche, der den weiteren geschichtlichen Verlauf um den Wiederaufbau der Bonifatiuskirche klärt. Der Baubefund des Nachfolgebaues der Mutterkirche lässt sich mit einem Kirchentypus aus dem 12. Jahrhundert abgleichen, dessen Erbauung dem damaligen Priester und späteren Bischof von Oldenburg, Vizelin, zugeschrieben wird.
Anders als es in Helmold von Bosaus Slavenchronik steht, muss schon vor 1120 Erzbischof Friedrich I. und nicht sein Nachfolger Erzbischof Adelbero um 1127 den noch Priester Vizelin nach Holstein geschickt haben, um dort die niedergebrannten Kirchen wiederaufzubauen und den rechten Glauben abermals einzuführen. Nicht zuletzt war in der fast 100-jährigen Ruinenzeit der Zinsfluss aus Holstein an das Bistum Bremen-Hamburg ausgefallen.
Vizelin und sein Gefolgsmann Volkward setzten auf das aufgehende Mauerwerk und teilweise über die Ruine der karolingischen Mutterkirche hinaus den Nachfolgebau. Hieraus erklärt sich der Zweizonenaufbau, der noch heute in der Nordmauer des Langhauses sichtbar den unteren Teil mit den drei romanischen Fenstern und die mit Ziegelsteinen vorgeblendete Nordtür in karolingischer Schichtbauweise zeigt. Allerdings wurde auch sie im 20. Jahrhundert durch moderne Bestandssicherung leicht überprägt. In dem uneinsehbaren Baukörper lässt sich die Zweizonigkeit durch zwei verschiedenen mittelalterliche Mörteleintrage trennen:
- karolingischer Muschelkalkmörtel aus Feinsand, Kalk und unbehandelten Muschelschalenbruch
- Segeberger Gipsmörtel von Vizelins Kirche

Vizelins aufgesetzte Kirche war eine Wehrkirche mit verlängertem Chorhaus; die karolingische Apsis wurde überbaut und in der Chorsüdwand ein Hochportal eingebaut, welches nur über eine Außentreppe zugänglich war. In dem erhaltenen karolingischen Mauerwerk wurden alle Fenster und Türöffnungen zugemauert und vor der Westmauer ein Rundturm mit einem lichten Durchmesser von 5,10 m und eine umlaufende Wandstärke von etwas mehr als 1,00 m gesetzt. Nach den Baubefunden gewinnt man den Eindruck, dass Vizelins Kirche zweistöckig war:
- Eine Unterkirche mit zugemauerten Türen und Fenstern (Schutzraum)
- Eine Oberkirche mit hoch liegendem Eingangsportal und einer Fensterreihe mit schräger Laibung (umlaufender Wehrgang unter den oberen Fensterreihen innen)

Daraus ergibt sich die Frage: Wurde um 1120 in Schenefeld der Prototyp der Vicelinkirchen entwickelt, die nach der Eroberung Wagriens 1138/39 durch die Holsten errichtet wurden?

### Kirchenbrand 1628
„Anno 1628. Den 2. November. Ist diese Kirche samt dem Thurm von wilden feuer abgebrant. Ao.1629 ist sie wiederums erbauwet.“
 Diese Nachricht steht auf dem Epitaph des Kirchspielvogtes Dietrich Twachtmann und seiner Frau Adelheit von 1642, es hängt an der südlichen Chorinnenwand der Bonifatiuskirche.
„Während des Dreißigjährigen Krieges hatten sich 1628 nach Rendsburg ziehende Truppenteile des Feldherrn Wallenstein in und um Schenefeld herum einquartiert. Der Bevölkerung drohte Gewalt, Erpressung, Raub und Plünderung, den Frauen zudem die Vergewaltigung. Es galt der Grundsatz, dass der Krieg den Krieg ernähren musste. Das betroffene Kirchspiel war für die Verpflegung und für den Sold der durchziehenden Truppen verantwortlich. Die Bonifatius-Kirche diente als Magazin, in dem gepfändete Waren angenommen und zwischengelagert wurden. Vor der Kirche auf dem Friedhof häuften sich konfiszierte Reitpferde und Wagengespanne. Erhebungen gegen die Peiniger wurden mit blutiger Strenge unterdrückt. Im Chorraum der Kirche entweihten kartenspielende Wachsoldaten den heiligen Ort. Im zeitlichen Kontext dieser extremen Situation der Unterdrückung brannte am 2. November 1628 durch einen Blitzeinschlag der Dachstuhl der Pfarrkirche in Schenefeld bis auf das aufsteigende Mauerwerk nieder. Ein Unwetter mit starkem Gewitter war aufgezogen; Blitze und Donner entluden sich über Schenefeld – ein Blitz schlug in den Kirchturm ein und entzündete den Dachstuhl. Entsetzt und zutiefst erschrocken starrten Einwohner und Besatzer auf das brennende Gotteshaus. Die konfiszierten Reitpferde und Gespanne scheuten vor dem Feuer und rannten ziellos durch das Dorf. Nun kam die Stunde des Diakons Gerhard Grodthusen, der umherlief und von dem Zorn Gottes sprach. Diese dramatische Szenerie bewirkte bei den abergläubischen Landsknechten, dass sie fluchtartig ohne Beute das Kirchspiel Schenefeld verließen und nach Rendsburg weiterzogen. Die Schenefelder Kirchengemeinde, die seit der lutherischen Reformation nach der 1542 in Rendsburg eingeführten evangelischen Kirchenordnung lebte, folgte ihrem Diakon Grodthusen. Dieser hatte erklärt, mit seiner ganzen Familie so lange gebetet zu haben, bis Gott sich erbarmte und eingriff. Innerhalb eines Jahres baute die Gemeinde ihr Gotteshaus wieder auf. Der Rundturm erhielt eine eigenwillige Turmspitze, wobei es sich um eine lange und in die Höhe ragende hölzerne Konstruktion handelte, die wie ein Zeigefinger in die Höhe zeigte. Die Einwohner wollten damit wohl zum Ausdruck bringen, dass diese Kirche unter dem Schutze Gottes steht. Für das Innere der Kirche stifteten sie zwei Gemälde: Das erste Bild im Grodthusen-Epitaph von 1642 zeigt im Vordergrund das christliche Symbol der Kreuzigung, darunter die betende Familie des Diakons Grodthusen und dahinter die damalige Ortsansicht von Schenefeld. Das zweite Gemälde im Epitaph des Amtsmanns Diedrich Twachtmann, das ebenfalls von 1642 stammt, zeigt auf der linken Seite die Kettenlösung des Petrus nach Raffael und auf der rechten Seite kartenspielende Wachsoldaten.“

## Ausgrabungen
Von vor 1888 bis 1903 fanden kunsthistorische Untersuchungen und umfangreiche Sanierungsarbeiten an und in der Bonifatiuskirche statt, begleitet von Richard Haupt, Provinzialkonservator im preußischen Dienst. Er trug in dieser Zeit geschichtliche Daten über das Bauwerk zusammen und sicherte sie durch Niederschrift und Veröffentlichungen für die Nachwelt. Er war der Erste, der in der Schenefelder Bonifatiuskirche die Urkirche von Schleswig-Holstein sah und in öffentlichen Vorträgen darüber berichtete.
Vom 13. April bis 14. Mai 1932 wurde unter Leitung von Alfred Kamphausen, damals Direktor des Dithmarscher Landesmuseums, Ausgrabungen im Chorhaus, im Langhaus und im Außenbereich an den Fundamenten der Bonifatiuskirche durchgeführt. Grabungsziel war es, die Beobachtungen von Richard Haupt wissenschaftlich abzusichern. Kamphausen war überzeugt, dies auch erreicht zu haben. Aber es blieben Zweifel.
Darum kam es 1980 zu einer Nachgrabung einiger von Kamphausens Suchschnitten aus dem Jahre 1932 im Außenbereich an den Fundamenten der Bonifatiuskirche durch den Mitarbeiter des Archäologischen Landesamtes Schleswig-Holsteins, Willi Kramer. Er war unsicher in seiner Bewertung und schrieb daher in seiner Publikation über die Grabung, dass die Bonifatiuskirche nicht mit Sicherheit die von Adam 1075 erwähnte Mutterkirche sei. Wolfgang Teuchert, Kunsthistoriker und Denkmalpfleger, sah hierin 1985 eine irrige Annahme, er bemängelte, dass Kramer die zwei zeitlich verschiedenen Bauphasen (nach Haupt) in seine Überlegungen nicht mit einbezogen hatte.
Ab dem Jahre 2000 hat Reinhard Heesch sich in der Kirchen- und Baugeschichte der Bonifatiuskirche eingearbeitet. Unter Pastor Kaiser war er Beobachter und Berater bei Sanierungsarbeiten. 2009 untersuchte er erstmalig ein Hochportal in der Chorsüdwand hinter der Holzvertäfelung der Gedächtnishalle und ordnete es der zweiten Bauphase Vizelins Kirche zu. Am 4. März 2020 führte er im Chorhaus vor den Treppen zum Altar in einer Baugrube eine Notgrabung durch und fand ca. 50 cm unter dem Gipsfußboden von Vizelins Kirche (12. Jahrh.) einen weiteren Fußboden, der in der Ansprache karolingische Bautechnik zeigte. Dieser Fund ließ keine Zweifel mehr zu, dass die um 1120 n. Chr. erbaute Schenefelder Bonifatiuskirche einen Vorgängerbau hatte, die von Adam von Bremen erwähnte Holsteiner Mutterkirche, erbaut um 811/14.

## Ausstattung
Die Bonifatiuskirche besitzt eine sehenswerte Ausstattung. Wenn man durch das Seitenportal die Kirche betritt, so bemerkt man in der Ehrenhalle der beiden Weltkriege, eine Schnitzfigur aus Holz. Sie zeigt das Motiv einer Frau/Mutter mit einem Kind. Das Kind schmiegt sich eng an diese Mutter, die von einem dünnen Schleier verhüllt ist. Diese Skulptur schuf Otto Flath, Bildhauer aus Kiew. Er wurde dort 1906 geboren und arbeitete später in Schleswig-Holstein, wo er viele seiner Skulpturen fertigte.

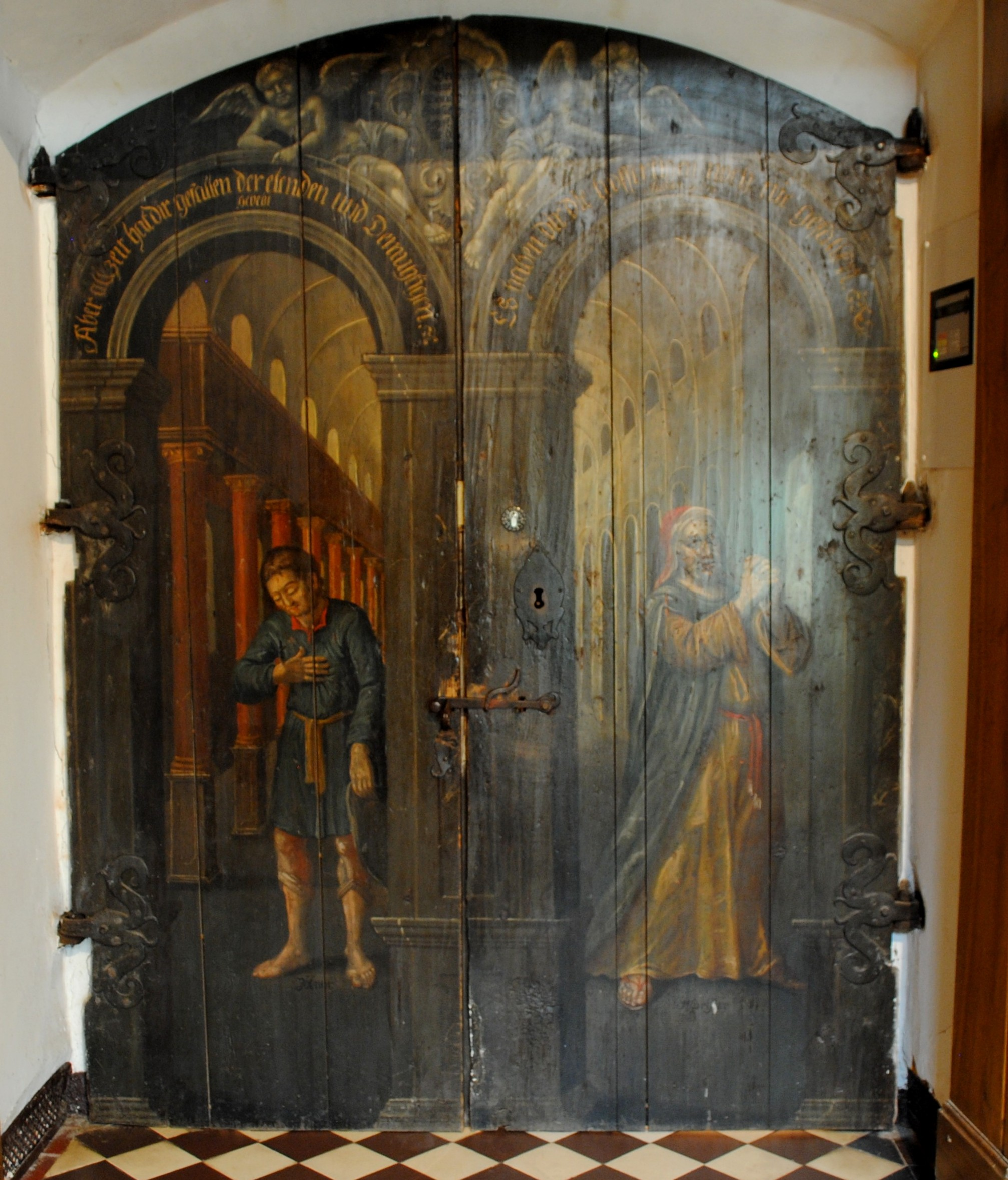
Türbemalung Eingangsportal

Eine interessante Türbemalung überrascht am Eingang zum Kirchenschiff. Auf der zweiflügeligen Außentür erkennt man zwei Personen, die mitten in einem Portal stehen. Im Hintergrund eröffnet sich ein großes Kirchenschiff mit Arkaden und Säulen. Die beiden männlichen Personen stehen in einer zweiteiligen Öffnung mit Gurtgesims und Rundbogen. In diesen Rundbogen sind Beschriftungen zu erkennen. Auf der linken Seite steht: Aber allzeit hat dir gefallen der elenden und Demütigen. Unter dieser Beschriftung zeigt sich eine demütige Person. Sie weist mit einer Hand auf sein Herz, sein Blick geht nach unten und auf seinem Schienbein ist ein eingeritztes Kreuz zu erkennen. Er ist Barfuß und trägt seinen abgelegten Hut an seinem herabhängenden Arm. Über ihm, auf dem Rundbogen, zeigt sich eine Engelsfigur mit einem freundlichen Lächeln. Mit seiner Hand zeigt es direkt auf diese Person. Auf der anderen Seite der zweiflügeligen Tür, zeigt sich dagegen eine männliche Person mit einer üppigen Bekleidung. Ein langer Mantel überdeckt ein langes Gewand. Er lächelt selbstbewusst, trägt kostbare Sandalen und seine Hände sind siegesbewusst gefaltet. Über ihm, im Rundbogen, erkennt man die Beschriftung: Es haben dir die Hoffertigen noch nie gefallen. Auch über dem Rundbogen zeigt sich eine Engelsfigur. Dieser Engel aber ist traurig und nachdenklich. Zwischen diesen Engeln befindet sich ein beschriftetes Medaillon mit einer Rahmung aus Rollwerk.

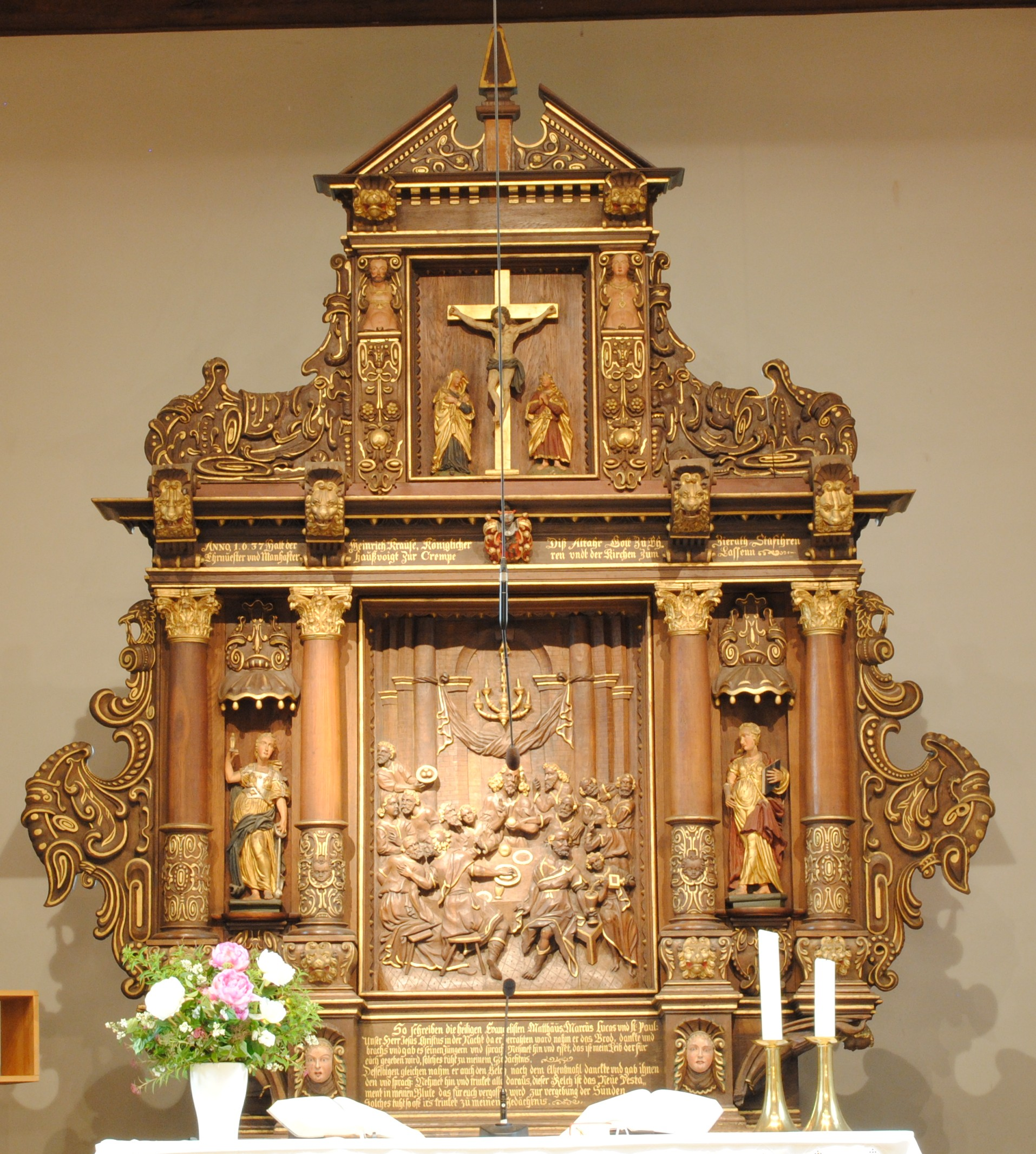
Altarretabel von J.Heitmann d. J.

Betritt man das Kirchenschiff, so fällt der Blick sofort auf das Altarretabel. Erschaffen wurde es im Jahr 1637 von Jürgen Heitmann d. J. Sein Aufbau im Stil der Spätrenaissance ist im Ohrmuschel- und Knorpelwerk gearbeitet. Das Mittelfeld, mit einer geschnitzten Darstellung des Abendmahls, wird von Säulen und vollplastischen Figuren der Tugenden, Hoffnung und Glauben, flankiert. Der Giebelaufsatz mit einem gesprengten Giebel und einer Kreuzigungsszene, ist erneuert worden. Knorpelbarock-Anschwünge befinden sich Außenseitlich.
Ein Kanzelkorb, der auch J. Heitmann d. J. zugeschrieben wird, stammt aus dem Jahr 1629. Seine vier Felder, die mit Hermenpilaster flankiert werden, zeigen Szenen aus der Vita Jesu. Fruchtgehänge, Maskeronen und Engelsköpfe ergeben einen wunderbaren Eindruck.
Ein Schalldeckel ist im Ohrmuschelstil von J. Heitmann d. J. im Jahr 1637 geschaffen. Die Knorpelwerk-Aufsätze sind mit Maskeronen verziert. Flankiert werden sie von kleinen aufrecht stehenden Putti, die je ein anderes Instrument spielen. Im Gesimsband ist eine Beschriftung eingearbeitet.

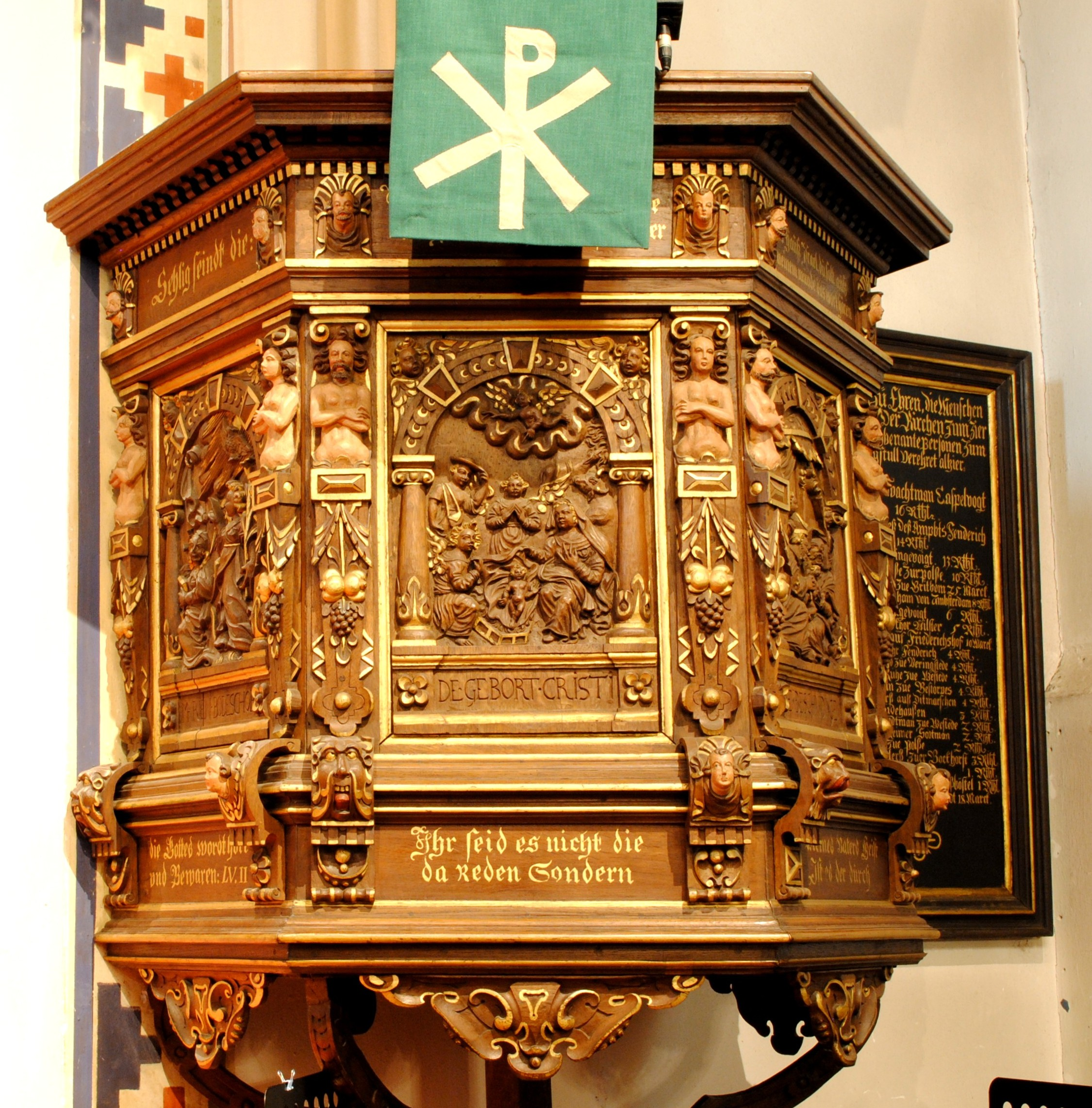
Kanzelkorb Spätrenaissance

Eine Besonderheit ist der Taufengel. Er wurde von Jürgen Heitmann d. Ä. im Jahre 1640 gefertigt. Es handelt sich um eine stehende Figur aus Holz. Damit ist es in seiner Art, neben der Figur in Ratekau, einzigartig in Schleswig-Holstein. Dieser Taufengel war dafür geschaffen, an einem Seil an die Decke hochgezogen zu werden. Er wird bis heute noch genutzt, jedoch hat er seinen festen Platz in dieser Kirche. Die letzte Restaurierung erfolgte 2023. Der Engel trägt in seiner rechten Hand eine Taufschale in Form einer silbernen Muschel. In der anderen Hand befindet sich ein goldfarbener Palmenzweig. Das Gewand, das bis zum Sockel reicht, ist in einer dunkelblauen Fassung. Die gelockten Haare sind goldfarbig. Die gut proportionierten Flügel sind in einer silbernen Fassung.
Im Zuge einer Kirchenrenovierung im Jahr 1707, wurde auch eine Empore geschaffen. An der Nordempore, mit ihren schlichten Feldern, befindet sich aus dieser Zeit auch ein königliches Wappen. Es besteht aus zwei nebeneinander liegenden, detailreichen Wappen. Unter dieser Darstellung zeigt sich ein Spiegelmonogramm von König Friedrich d. 4. Über diesem Wappenrelief befinden sich zwei weibliche Figuren in langem Gewand, die eine goldfarbene Krone halten. In ihren linken Händen befindet sich jeweils ein Palmenzweig.
Neben den schon erwähnten Epitaphen, befindet sich in dieser Kirche auch ein Wappenepitaph zum Gedenken an Michal Harbst aus dem Jahr 1698. Es besteht aus einer in Form gesägten Holztafel, die farbig bemalt wurde. Unterhalb des Wappens befindet sich eine ovale Kartusche, die eine Gedenkschrift enthält. Über diesen Elementen halten zwei Engel eine Ehrenvase in die Höhe.
Ein Ölgemälde des Schenefelder Pastor Benzen aus dem Jahr 1687 befindet sich an der Südwand des Kirchenschiffes zwischen zwei Fenster. Der Pastor ist ganzfigurig dargestellt. Das Bild, das in einem schwarzen Rahmen eingefasst ist, wurde von J.H.H. gemalt, dessen Signatur sich links unten auf dem Bild befindet.